# Centralny Ośrodek Badań i Rozwoju Techniki Kolejnictwa
Centralny Ośrodek Badań i Rozwoju Techniki Kolejnictwa – jednostka organizacyjna Ministerstwa Komunikacji, powołana w zadaniem prowadzenia prac naukowo-badawczych, mających na celu postęp techniczny, ekonomiczny i organizacyjny w dziedzinie kolejnictwa.

## Powołanie Ośrodka
Na podstawie uchwały Rady Ministrów z 1958 r. w sprawie przekształcenia Instytutu Naukowo-Badawczego Kolejnictwa w Centralny Ośrodek Badań i Rozwoju Techniki Kolejnictwa ustanowiono Ośrodek.
Centralny Ośrodek Badań i Rozwoju Techniki Kolejnictwa powstał w miejsce zniesionego Instytutu Naukowo-Badawczego Kolejnictwa.
Zwierzchni nadzór nad Ośrodkiem sprawował Minister Komunikacji. Siedzibą Ośrodka była Warszawa.

## Zadania Ośrodka
Podstawowym zadaniem Centralnego Ośrodka Badań i Rozwoju Techniki Kolejnictwa było:
- prowadzenie prac naukowo-badawczych, mających na celu postęp techniczny, ekonomiczny i organizacyjny w dziedzinie budowy, utrzymania i eksploatacji kolei;
- koordynacja zadań z dziedziny techniki komunikacji, zleconych przez Ministra Komunikacji.

## Struktura organizacyjne
Centralny Ośrodek Badań i Rozwoju Techniki Kolejnictwa był jednostką organizacyjną przedsiębiorstwa „Polskie Koleje Państwowe” podległą bezpośrednio Ministrowi Komunikacji i stanowił placówkę naukowo-badawczą w rozumieniu ustawy z 1951 r. o tworzeniu instytutów naukowo-badawczych dla potrzeb gospodarki narodowej oraz ustawy z 1951 r. o szkolnictwie wyższym i o pracownikach nauki.

## Koszty Ośrodka
Koszty utrzymania Centralnego Ośrodka Badań i Rozwoju Techniki Kolejnictwa pokrywane były z planu finansowo-gospodarczego przedsiębiorstwa „Polskie Koleje Państwowe”.